# 1342 Брабанта
1342 Брабанта (1342 Brabantia) — астероїд головного поясу, відкритий 13 лютого 1935 року.
Тіссеранів параметр щодо Юпітера — 3,486.